# Katarina Nyberg
Katarina Nyberg, född 16 november 1965 i Örnsköldsvik, är en svensk curlare, som blev olympisk bronsmedaljör i Nagano 1998. Nyberg deltog även i  olympiska vinterspelen 2002 i Salt Lake City, där det svenska laget kom på en sjätteplats.